# Stångkorv
Stångkorv är en halvtjock orökt korv. Den är i huvudsak gjord på fläskkött, fett, korngryn och kryddor, men nötkött, potatis och inälvor kan också ingå. Köttmängden är 25–35 procent.
Stångkorv är svensk husmanskost och serveras oftast stekt med stekt potatis, stekt ägg och inlagda rödbetor eller lingon. Den ingår i gruppen svenska orökta korvar, som även innefattar fläskkorv, köttkorv, värmlandskorv och grynkorv. Korven har en lös konsistens och påminner mycket om det rökta isterband, samtidigt som den även är nära besläktad med grynkorv.
Stångkorv, som är belagd i skrift sedan år 1690, har fått sitt namn för att den i äldre tider hängdes på en stång för torkning.